# Cay Folkers
Cay Folkers (* 24. Dezember 1942 in Hamburg) ist ein deutscher Ökonom.

## Leben
Sein Vater war ebenfalls als Wissenschaftler tätig. Cay Folkers studierte zunächst 1967 Diplom-Volkswirt an der Freien Universität Berlin und promovierte dann 1971 zum Dr. rer. pol. an der Universität Hamburg. Die Habilitation und die Venia legendi erhielt er in Volkswirtschaftslehre an der Universität Hamburg 1976. Nach Annahme einer Professur in Stuttgart-Hohenheim nahm er 1993 den Ruf der Ruhr-Universität Bochum an, wo er an der dortigen Wirtschaftsfakultät den Lehrstuhl für Finanzwissenschaft bis 2007 innehatte, der seither nicht neu besetzt wurde. In den Jahren 1996 und 1997 war er Dekan der Fakultät.
Folkers wurde im Sommersemester 1962 Mitglied der Berliner Burschenschaft Allemannia, später auch der Burschenschaft Germania Würzburg und der Alten Straßburger Burschenschaft Alemannia und Rostocker Burschenschaft Redaria zu Hamburg.
Folkers war mehrere Jahrzehnte bis 2023 Mitglied im Verwaltungsrat des Bundes der Steuerzahler NRW (seit 2023).

## Forschung
Folkers verbringt regelmäßig Forschungsaufenthalte in den USA, besonders bei James M. Buchanan (Ökonomie-Nobelpreisträger 1986) und ist sowohl in Forschung als auch Lehre spezialisiert auf Modelle der Neuen Politischen Ökonomie und von Public Choice.

## Veröffentlichungen (Auswahl)
- Lineare Programmierung staatlicher Aktivität, Dissertation, Hamburg 1971
- Vermögensverteilung und staatliche Aktivität – Zur Theorie distributiver Prozesse im Interventionsstaat, Habilitationsschrift Hamburg 1976, Lang Verlag, Frankfurt/M. 1981
- Dynamische Inzidenz und Wirtschaftswachstum, in: Diskussionsbeiträge aus dem Institut für Volkswirtschaftslehre der Universität Hohenheim, Nr. 1/1980
- Die Kompensationsfunktion des Europäischen Haushalts, Diskussionsbeiträge Nr. 4, Institut für Europäische Wirtschaft, Bochum 1994
- Neue Maßstäbe in der Europäischen Union: Grenzen für Staatsverschuldung und Staatsquote durch den Maastrichter Vertrag und seine Ergänzungen , in: Diskussionsbeiträge des Instituts für Europäische Wirtschaft, Heft 25, Bochum 1999 und Tagungsband zum 33. Hochschulkurs aus Finanzpolitik, Universität Innsbruck 1999
- Politische Ökonomie und Reform des europäischen Haushalts- und Finanzsystems, in: H. Hegemann, K.J.B. Neumärker, Hrsg., Die Europäische Union aus politökonomischer Perspektive, Marburg 2002